# Ставок міста Антрацит
Ставок міста Антрацит — один з об'єктів природно-заповідного фонду Луганської області, ландшафтний заказник місцевого значення.

## Розташування
Розташований на території Єсаулівської селищної ради Антрацитівського району Луганської області. Координати: 48° 08' 27" північної широти, 39° 06' 39" східної довготи .

## Історія
Ставок міста Антрацит збудований у 1963 році. Ландшафтним заказником місцевого значення оголошений рішенням виконкому Ворошиловградської обласної ради народних депутатів № 72 від 4 лютого 1969 року (в. ч.), № 251 від 1 серпня 1972 року (в. ч.), № 300 від 12 липня 1980 року (в.ч.), № 247 від 28 червня 1984 року.

## Загальна характеристика
Ставок має у довжину 1 500 м, мінімальна ширина — 400 м. Обсяг води становить 1 180 000 м3. Ставок є популярним місцем відпочинку мешканців міста Антрацит.

## Рослинний світ
По берегах ставка зростає очерет та інша водноболотна рослинність. Наявні насадження з дубу звичайного, ясенів і кленів.

## Тваринний світ
Протягом існування, в ставок за декілька разів було випущено загалом 280 тис. екземплярів риб.